# Ester Pavlů
Ester Pavlů (* 1986, Praha) je česká operní pěvkyně-mezzosopranistka, sólistka Národního divadla v Praze.

## Kariéra

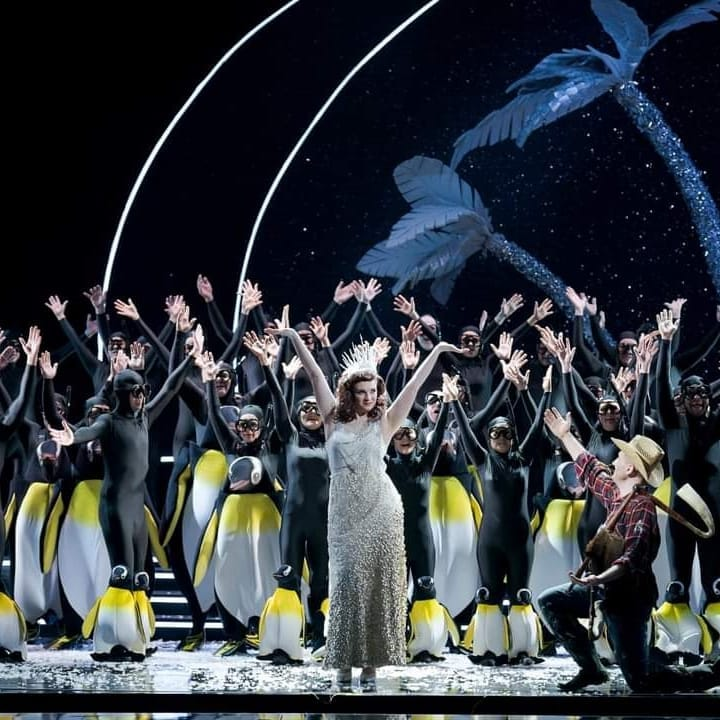
Švanda dudák, Štýrský Hradec, 2021

Pochází z pražských Vinohrad, vyrůstala v hudební rodině, zejména v prostředí rockové hudby. Zpěvu se věnuje od dětství.
Absolvovala Pražskou konzervatoř a HAMU. Studentka Heleny Kaupové, Evy Randové, Gabriely Beňačkové ad. V současné době je její hlasovým koučem a poradcem Vlado Chmelo.
Její talent a hlas objevil José Cura a obsadil do jím režírované opery a pozval na několik svých koncertů jako hosta. Vystupuje jako sólistka v Národní divadle a dalších operních domech, mimo jiné hostuje v opeře v rakouském Štýrském Hradci, bulharské Sofii, Bratislavě ad. V prosinci 2021 absolvovala koncertní turné po USA. Koncerty proběhly v New Yorku, Chicagu, Cedar Rapids a Spillville.
V březnu 2022 úspěšně debutovala v roli Carmen v pražském Národním divadle.

## Externí odkazy

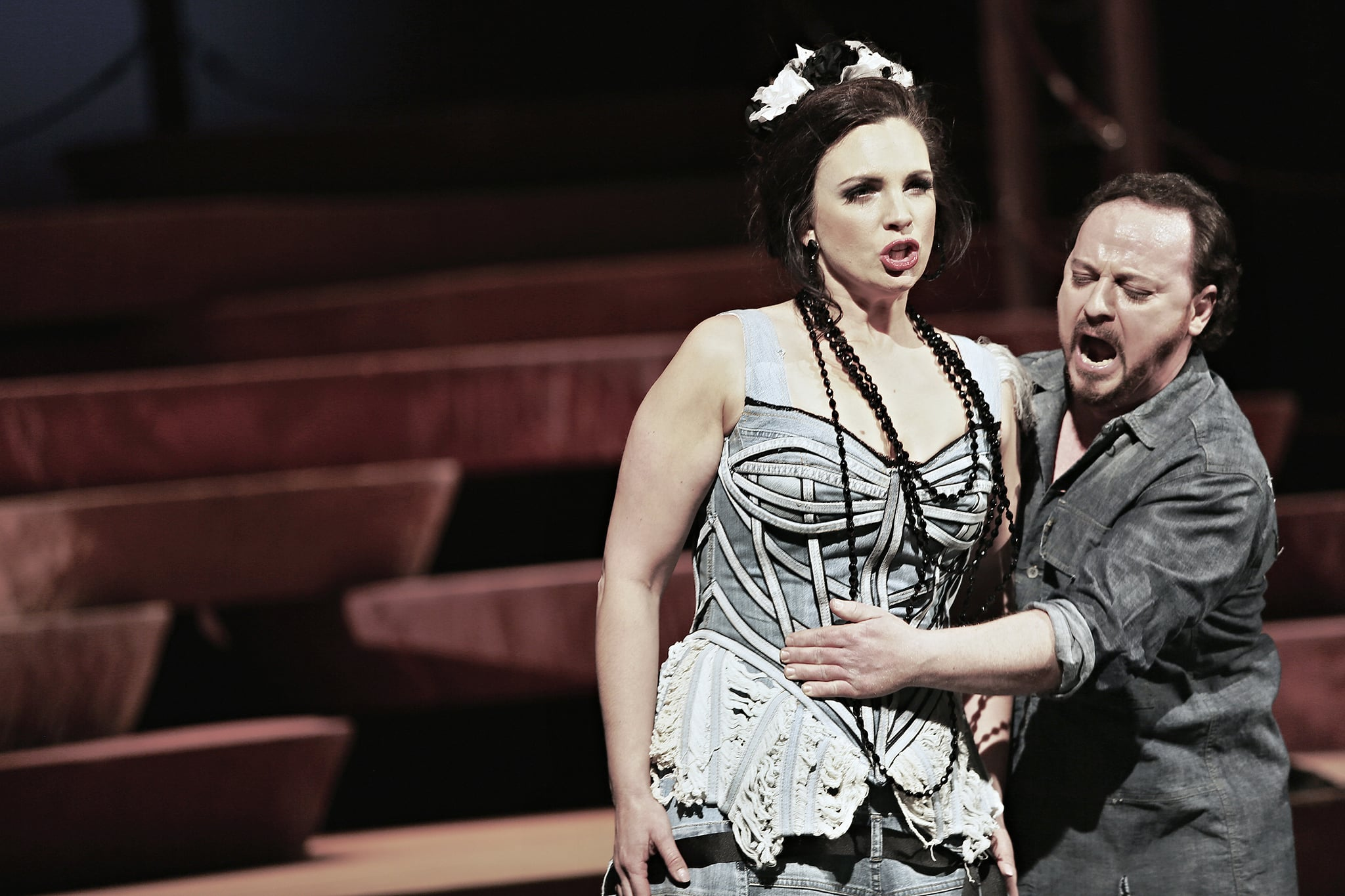
Ester Pavlů jako Carmen v ND, 2022

### Soukromý život
Je vdaná, má 2 děti.